# Observatório Espacial de Pampilhosa da Serra
O Observatório Espacial da Pampilhosa da Serra (por vezes denominado como Estação Radioastronómica de Porto da Balsa) é um observatório espacial português, localizado na aldeia de Porto da Balsa, freguesia de Fajão-Vidual, no concelho de Pampilhosa da Serra. Em 2022, o observatório contava com três telescópios, entre eles o único radiotelescópio do hemisfério Norte a integrar a missão GEM (do inglês Galactic Emission Mapping Mission).

## Telescópios
Cedido pela Portugal Telecom, o primeiro telescópio do observatório foi instalado em 2011, estando afecto ao projecto GEM. A instalação era para ter sido efectuada em 2009, mas assaltos e dificuldades de financiamento ditaram o atraso. Essa antena tem 9 metros de diâmetro; na altura da instalação era o maior telescópio em Portugal. Em 2019, o telescópio era utilizado pelo Instituto de Telecomunicações da Universidade de Aveiro para fins de investigação em astronomia e ciências espaciais, estando focado na determinação da distribuição de intensidade das emissões de rádio, permitindo, entre outras aplicações, medir o lixo espacial existente em órbitas baixas.
A 28 de novembro de 2019, foi inaugurado o telescópio óptico ATLAS; a sua antena tem cinco metros de diâmetro. Na apresentação oficial, o investigador Dalmiro Maia explicou que, além dos propósitos ligados à investigação em astronomia, o equipamento estava apto a dinamizar o turismo astronómico local, aproximando a astronomia de amadores e curiosos. 
Em 2021, foi instalado um terceiro telescópio, propriedade do Ministério da Defesa Nacional, cuja função primordial é a monitorização de satélites geoestacionários.
Em maio de 2021, foi noticiado que o telescópio óptico do Observatório Astronómico Professor Manuel de Barros, da Faculdade de Ciências da Universidade do Porto, seria instalado no observatório em 2022.